# Krusin (Couïavie-Poméranie)
Pour les articles homonymes, voir Krusin.
Krusin est un village de Pologne situé en Couïavie-Poméranie, dans le gmina (commune) de Lisewo.